# Corullón
Corullón – gmina w Hiszpanii, w prowincji León, w Kastylii i León, o powierzchni 78,27 km². W 2011 roku gmina liczyła 1080 mieszkańców.